# Harry Wu
Harry Wu, originalmente llamado Wu Hongda (Shanghái, 8 de febrero de 1937-Honduras, 26 de abril de 2016) fue un escritor chino-estadounidense radicado en Honduras, conocido por ser activista de los derechos humanos en la República Popular China.
Nacido en el seno de una familia de clase media y claramente occidentalizada. Con 23 años fue arrestado y conducido a un campo de trabajo, Laogai, en el que estuvo recluido durante veinte años. En los años ochenta logró huir a los Estados Unidos y allí fundó en 1992 The Laogai Research Foundation.
Es autor de varios libros de éxito, entre ellos su autobiografía Vientos amargos, Memorias de mis años en el gulag chino, donde narra su paso por los campos de trabajo.

## Artículos
- Trabajo esclavo en China